# Wilhelm Mohnke
Wilhelm Mohnke, né le 15 mars 1911 à Lübeck et mort le 6 août 2001 à Barsbüttel (banlieue de Hambourg), est un SS-Brigadeführer allemand de la Waffen-SS.
Il est l’un des cent vingt membres d’origine de la « SS-Stabswache Berlin », une unité formée en mars 1933 pour assurer la garde personnelle du Führer et chancelier du Reich Adolf Hitler. Douze ans plus tard, alors versé dans la Waffen-SS depuis 1940, il est également l’un des derniers généraux SS à être aux côtés de Hitler dans son Führerbunker.
En tant que Haupsturmführer dans la SS, Mohnke monte au front dans les rangs de la 1re division SS « Leibstandarte SS Adolf Hitler », lors de la campagne de Pologne en septembre 1939, puis en tant que Sturmbannführer dans la Waffen-SS, il participe à l’invasion des Balkans au printemps 1941. Après plusieurs vaines tentatives de doter la « Leibstandarte » d’une composante blindée, il est transféré dans un bataillon de réserve, puis nommé en 1943 commandant d’un régiment de la 12e division SS « Hitlerjugend » qui vient d'être créée.
C’est à la tête de ce régiment qu’il participe à la bataille de Caen à l'été 1944. Ses qualités de commandement lui valent d’être décoré de la croix de chevalier de la croix de fer. À l'issue de la bataille de Normandie, il prend le commandement de la « Leibstandarte », sa division d’origine, laquelle est engagée dans la bataille des Ardennes à la fin de l’année 1944 : il est promu SS-Brigadeführer au début de l'année 1945.
Il continue de participer aux combats jusqu’aux derniers jours de la guerre : pendant la bataille de Berlin de février à avril 1945, il commande le « Kampfgruppe Mohnke », chargé de défendre les quartiers gouvernementaux de Berlin, et notamment le Reichstag, surnommé  « Die Zitadelle » (la Citadelle) ; il fait aussi partie du dernier groupe de fidèles autour de Hitler, réfugié dans son Führerbunker.
Après la mort de Hitler, tentant de fuir, il est fait prisonnier dans Berlin encerclé puis transféré en Union soviétique où il est détenu jusqu'en octobre 1955. Il revient ensuite s'installer près de Hambourg où il exerce une activité professionnelle. Dans les années 1980, il est un temps soupçonné de crimes de guerre, principalement pour sa période de commandement des années 1944-1945, mais un procureur allemand décide de ne pas entamer de poursuites, en l'absence de preuves estimées suffisantes.

## Biographie

### Jeunesse
Wilhelm Mohnke naît à Lübeck, le 15 mars 1911, d'un père ébéniste dont il porte le prénom. Après la mort de celui-ci, Mohnke quitte l'école pour trouver un emploi. Une aide publique lui permet ensuite de reprendre ses études, et d'obtenir un diplôme qui lui permet d'être engagé par une firme de verre et de porcelaine, et d'occuper vraisemblablement des fonctions de commandement d'équipe. Mais en mars 1932, il perd son emploi, alors que l'Allemagne est touchée de plein fouet par la crise de 1929. Peu de temps auparavant, le 1er septembre 1931, il avait rejoint le parti nazi et avait postulé pour intégrer la formation paramilitaire qui lui est attachée, la SS, en novembre 1931. 

### Entrée dans la SS et la garde rapprochée du Führer
En 1932 après acceptation de sa candidature, Mohnke peut ainsi rejoindre la SS et commencer sa carrière dans cette corporation, avec le rang de Mann (homme de base) ; il est alors affecté au 4e SS Standarte « Schleswig Holstein » de Hambourg. Lorsque Hitler devient chancelier l'année suivante, en janvier 1933, le commandement de la SS demande à tous ses unités de lui soumettre les noms de leurs trois meilleurs membres, afin qu'ils soient affectés à l'unité de la garde personnelle du Führer. Ainsi le 17 mars, Mohnke se trouve sélectionné et, le 8 mai, il entre officiellement à la SS-Stabswache « Berlin » commandée par Josef Dietrich. Dès octobre, Mohnke bénéficie d'une promotion importante car il devient Hauptsturmführer ; il prend alors la tête d'un groupe de douze hommes chargé de monter la garde devant la chancellerie. Le 7 octobre, son unité est incorporée dans la « Leibstandarte SS Adolf Hitler » au sein de la 3e compagnie du 2e bataillon.

### La division SS «Leibstandarte SS Adolf Hitler»: campagnes de Pologne, de France et des Balkans
Six ans plus tard, Mohnke prend part à la campagne de Pologne, durant laquelle il est blessé le 7 septembre 1939. Il reçoit ainsi  l'insigne des blessés en noir. On lui attribue également la croix de fer de 2e classe le 29 septembre, et la croix de fer de première classe, le 8 novembre.
Mohnke commande la 5e compagnie du 2e bataillon de la 1re division SS « Leibstandarte SS Adolf Hitler » pendant la campagne de France ; le 28 mai 1940, il succède au chef de son bataillon, blessé. C'est à cette époque que Mohnke est impliqué dans l'assassinat de 86 prisonniers de guerre britanniques à proximité de Wormhout.
C’est encore à la tête de ce bataillon, en tant que Sturmbannführer, qu’il participe à l’invasion des Balkans au printemps 1941 ; au premier jour de l’offensive, le 6 avril, il est grièvement blessé lors d’une attaque aérienne en Yougoslavie. Il s’oppose à la décision des médecins qui veulent l’amputer d’une jambe mais la gravité de la blessure nécessite cependant l’amputation d’un pied. Au cours de ses huit mois de convalescence, il est décoré de la croix allemande en or, mais devient alcoolique et morphinomane en raison des douleurs ressenties.
En 1942, alors que la 1re division SS « Leibstandarte SS Adolf Hitler » se prépare à être transformée en division blindée, Mohnke, dont la convalescence a pris fin en février, souhaite revenir au front. Il est ainsi à l'origine de la formation d’un groupe blindé (Panzerabteilung, équivalent d’un bataillon) au sein de la 1re division SS « Leibstandarte SS Adolf Hitler », dès son retour au service actif. Il charge son adjoint, le lieutenant Ralf Tiemann, d’établir une liste de recrues, qui s’avère rapidement suffisante pour constituer deux compagnies. Après avoir transformé cette liste en ordre de transfert, Mohnke la soumet au commandant de la division, Josef Dietrich, le 14 janvier 1942, au moment où celui-ci présente sa nouvelle épouse à ses officiers. Pris au dépourvu, Dietrich cède à la pression et signe le document, créant ainsi officiellement la composante blindée de la division. Probablement en raison de la méthode peu élégante employée, dont se plaint Dietrich par la suite, Mohnke est relevé de son commandement au bout de quelques semaines et transféré dans un bataillon de réserve au sein de la même division, le 16 mars, bataillon qu'il commande jusqu'en septembre 1943. C'est également durant cette période que Mohnke est envoyé quelques jours en cure de désintoxication afin de soigner ses diverses dépendances.

### La division SS «Hitlerjugend»: bataille de Normandie
Le 1er septembre 1943, seize mille recrues issues des Jeunesses hitlériennes nées en 1926 (donc toutes âgées de moins de 18 ans) constituent l’essentiel des effectifs de la nouvelle 12e division SS « Hitlerjugend ».
L’Obersturmbannführer Mohnke est nommé à la tête du deuxième régiment de la division : le 26e régiment SS de Panzergrenadiers (infanterie mécanisée). Son régiment inclut notamment un bataillon, le 3e bataillon, équipé de blindés. Une unité complémentaire, la 15e Aufklärungskompanie (compagnie de reconnaissance), dispose également de véhicules blindés ; cette compagnie contribue à faire du 26e régiment SS de Panzergrenadiers une redoutable force de combat.
En juin 1944, la division SS « Hitlerjugend » est engagée dans la bataille de Normandie, à la suite du débarquement du 6 juin. Pendant que le gros de la 12e division mène de durs combats pour conserver le contrôle de la poche de Falaise, durant lesquels ses pertes avoisinent les 50 % de son effectif, Mohnke place son Kampfgruppe (groupe de combat) à l’est de la Dives.
Le 21 juin, Mohnke est promu Standartenführer, puis reçoit la croix de chevalier de la croix de fer le 11 juillet.
Alors que la situation des troupes allemandes en France se détériore de jour en jour et que le front se rapproche de la Seine, Mohnke est l’un de ceux qui organisent la défense sur la rive ouest du fleuve afin d’empêcher son franchissement, du 19 au 29 août. Cependant, cette campagne est marquée par un nouveau crime de guerre, au cours duquel les hommes de Mohnke exécutent 35 prisonniers canadiens à Fontenay-le-Pesnel.

### Retour dans la «Leibstandarte»: bataille des Ardennes
Le 31 août 1944, Mohnke succède à Theodor Wisch, blessé, en tant que commandant de la 1re division SS « Leibstandarte SS Adolf Hitler ». Il est préféré à l’Obersturmbannführer Joachim Peiper, qui dispose pourtant d’une plus grande expérience du combat mais qui est sans doute encore estimé trop jeune pour le poste.
L’opération Wacht am Rhein est la dernière grande offensive allemande. La 1re division SS « Leibstandarte SS Adolf Hitler », unité d’origine de Mohnke, doit constituer le fer de lance de l’attaque. Rattachée au Ier Panzerkorps SS, la « Leibstandarte », une des meilleures divisions des troupes allemandes, n’est plus que l’ombre d’elle-même. Les sévères pertes qu’elle a subies ont été compensées par l’incorporation de très jeunes soldats, à peine entraînés avant de monter au front. De plus, les stocks d’essence allemands sont fort réduits et la « Leibstandarte » ne dispose que de très peu de réserves de carburant pour ses véhicules blindés, qui conditionnent pourtant sa capacité à combattre efficacement. Mohnke est cependant épaulé par un noyau d’officiers expérimentés et endurcis. L’opération est lancée le 16 décembre 1944.
Le matin du 17 décembre 1944, l’Obersturmbannführer Joachim Peiper et son groupement tactique (Kampfgruppe) s’emparent d’un dépôt de carburant de l’armée américaine à Büllingen. Au carrefour de Malmedy, les hommes de Peiper se rendent responsables du meurtre de 68 prisonniers de guerre américains : le massacre de Malmedy. Dans la soirée, les éléments avancés de la « Leibstandarte » engagent le combat contre la 99e division américaine à Stavelot. L’avance allemande se révèle plus lente que prévu et elle est freinée par la destruction de ponts et de dépôts d’essence par les troupes américaines en retraite. Une nouvelle offensive est déclenchée le 1er janvier 1945, mais elle est repoussée par les Alliés qui ont regroupé leurs forces. L’opération Wacht am Rhein se termine le 27 janvier, trois jours avant la promotion de Mohnke au grade de Brigadeführer.
Le Ier Panzerkorps SS est ensuite transféré en Hongrie où le front allemand s’effondre. Mohnke, légèrement blessé au cours d’un raid aérien, est alors retiré du front et affecté pour une très brève période dans la réserve.

### Derniers mois de la guerre: bataille de Berlin
Après sa convalescence, Mohnke est choisi par Hitler pour assurer la défense du quartier de la chancellerie à Berlin. Il exerce son commandement sur un groupe de combat (Kampfgruppe) de 69 bataillons de la SS, issus du régiment de garde de la 1re division SS « Leibstandarte SS Adolf Hitler », de bataillons de réserve de cette même division et d'unités chargées de la garde rapprochée du Führer et de Heinrich Himmler. Les troupes de Mohnke, comme celles chargées de la défense de Berlin placées sous les ordres du général Helmuth Weidling, opposent une farouche résistance à l’avancée de l’Armée rouge, mais elles font l’objet du 20 avril au 8 mai 1945 du plus sévère bombardement d’artillerie de la Seconde Guerre mondiale. Elles sont bientôt dépassées par le nombre des assaillants.
Le 29 avril 1945, la veille de son suicide, Hitler demande l'exécution du Gruppenführer Hermann Fegelein, son propre beau-frère par alliance, pour désertion. Mohnke, estimant que Fegelein mérite un procès équitable, met alors en place une cour martiale sommaire composée des généraux Krebs, Burgdorf, Rattenhuber, et lui-même. Le rôle de Mohnke dans l’exécution de Fegelein reste peu clair. Si Mohnke assure qu’il a tout fait pour garantir à l’accusé un véritable procès devant un conseil de guerre, cette affirmation n’est pas confirmée par d’autres témoins.
Le 30 avril, après la mort de Hitler, les derniers résidents du Führerbunker reçoivent l'ordre de fuir Berlin, dans la mesure où leur condition physique le permet. Le but de cette sortie est de parvenir à atteindre les zones occupées par les Alliés occidentaux ou de rejoindre l'armée allemande dans le Nord du pays. Mohnke se charge d'un des dix groupes qui tentent la fuite, celui-ci comprend notamment les secrétaires de Hitler, Traudl Junge, Gerda Christian et Else Krüger, ainsi que sa diététicienne, Constanze Manziarly, le docteur Ernst-Günther Schenck et le diplomate Walther Hewel. Tous veulent rejoindre l'armée allemande située à proximité de Prinzenallee, en passant notamment par le métro de Berlin. Mais leur sortie s'achève lorsqu'ils se rendent compte que l'Armée rouge a déjà encerclé la ville. Une fois les femmes évacuées, les officiers se réfugient à la brasserie Schultheiss-Patzenhofer, sur Prinzenallee. Voyant qu'ils ne peuvent plus échapper aux Soviétiques, Mohnke se résigne à se rendre.

### L’après-guerre
Après la capitulation allemande du 8 mai 1945, Mohnke et d'autres officiers se rendent au quartier général soviétique afin de négocier avec le chef d'état-major de la 8e armée de la garde, Vassili Tchouïkov. Mohnke est ensuite remis au NKVD et transféré à Moscou, le 9 mai, afin d'y être interrogé dans le plus grand secret ; il y reste jusqu'en 1949. Il est ensuite transféré à la prison de la Loubianka, puis au camp de prisonniers de Voikovo (en), d’où il est libéré le 10 octobre 1955.
Après sa libération, Mohnke s'installe à Barsbüttel, un faubourg de Hambourg en Allemagne de l'Ouest, où il devient vendeur de véhicules utilitaires. Il y meurt à 90 ans, en 2001.

### Crimes de guerre
Accusations :
- le 28 mai 1940, des éléments du 2e bataillon du régiment SS « Leibstandarte SS Adolf Hitler », placés sous le commandement de Mohnke, massacrent 86 prisonniers britanniques à Esquelbecq[1] ;
- au mois d'août 1944, des membres de la 12e division SS « Hitlerjugend » exécutent 35 prisonniers canadiens à Fontenay-le-Pesnel[2] ;
- le 17 décembre 1944,  le lieutenant-colonel SS Joachim Peiper, alors sous les ordres de Mohnke, et son groupe de combat se rendent responsable de l'assassinat de 68 prisonniers de guerre américains, connu plus tard sous le nom de massacre de Malmedy (ou massacre de Baugnez).

Mohnke n’est pas poursuivi pour ces faits dans l’immédiat après-guerre car il est prisonnier des Russes jusqu'en 1955. Sa trace est retrouvée par les Britanniques et le dossier est rouvert par la justice allemande en 1988, mais le procureur estime que les preuves sont insuffisantes pour l’inculper.
À propos de ces accusations, Mohnke déclara à l’historien Thomas Fischer : « Je n'ai jamais donné l'ordre [...] de faire exécuter des prisonniers. »

## Résumé de sa carrière dans la SS

### Échelons hiérarchiques
- SS-Hauptsturmführer[c] : 1er octobre 1933
- SS-Sturmbannführer[d] : 1er septembre 1940
- SS-Obersturmbannführer[e] : 21 juin 1943
- SS-Standartenführer[f] : 21 juin 1944
- SS-Oberführer[i] : 4 novembre 1944
- SS-Brigadeführer[b] : 30 janvier 1945

### Fonctions occupées
- Commandant d'une compagnie de la 1re division SS « Leibstandarte SS Adolf Hitler » : 1933-1940.
- Commandant d'un bataillon de la 1re division SS « Leibstandarte SS Adolf Hitler » : 1940-1941.
- Commandant d'une Panzer-Abteilung (groupe blindé équivalent d'un bataillon) de la 1re division SS « Leibstandarte SS Adolf Hitler » : février 1942.
- Commandant du « SS-Panzer-Grenadier-Regiment 2 » de la 12e division SS « Hitlerjugend » : 1943-1944.
- Commandant de la 1re division SS « Leibstandarte SS Adolf Hitler » : 20 août 1944 - 6 février 1945.
- Commandant à Berlin du « Kampfgruppe Mohnke » : février - avril 1945.

## Distinctions
- Croix de fer :
  - de 2e classe : le 21 septembre 1939 ;
  - de 1re classe : le 8 novembre 1939.
- Insigne des blessés : le 10 février 1940.
- Insigne de combat d'infanterie : le 3 octobre 1940.
- Croix du Mérite de guerre avec glaives : le 3 octobre 1940.
- Insigne des blessés en argent : le 15 septembre 1941.
- Croix allemande en or : le 26 décembre 1941.
- Croix de chevalier de la croix de fer : le 11 juillet 1944.

## Filmographie
- La Chute (2004), d'Oliver Hirschbiegel ; Mohnke y est interprété par André Hennicke.